# João Gomes (escrime)
João Carlos Simões Ribeiro Gomes, né le 12 juillet 1975 à Lisbonne, est un escrimeur portugais.

## Carrière
Escrimeur brillant sur la scène européenne, Gomes gagne dès 1996 sa première médaille aux championnats d'Europe de Limoges. Les championnats d'Europe d'escrime 2000, qui se déroulent à Funchal, transcendent la modeste équipe de fleuret portugaise, qui devance l'Autriche et l'Italie pour s'adjuger la médaille d'or, tandis que Gomes, en individuel, récolte une nouvelle médaille de bronze. Il y aura une nouvelle médaille pour lui, en 2003 : l'argent, obtenu après une défaite en finale contre Simon Senft.
Ses performances continentales, Gomes se montre incapable de les répéter au niveau mondial. Il se classe au mieux onzième, encore à domicile, en 2002 à Lisbonne. Il prend aussi part aux Jeux de Sydney en 2000 (12e) et deux d'Athènes (20e).

## Palmarès
- Championnats d'Europe d'escrime
  -  Médaille d'or par équipes aux championnats d'Europe d'escrime 2000 à Funchal
  -  Médaille d'argent aux championnats d'Europe d'escrime 2003 à Bourges
  -  Médaille de bronze aux championnats d'Europe d'escrime 2000 à Funchal
  -  Médaille de bronze aux championnats d'Europe d'escrime 1996 à Limoges